# A két évszázados ember
A két évszázados ember (angolul The Bicentennial Man) Isaac Asimov egyik novellája, amelyet 1976-ban írt az Amerikai Egyesült Államok két évszázados fennállására. Magyarul a Robottörténetek című novelláskötetben olvasható.
A novella 1976-ban Nebula-díjat, a rákövetkező évben pedig Hugo-díjat kapott.

## Történet
|  | Alább a cselekmény részletei következnek! |

A novella első fejezete 2358-ban, egy műtét tervezésével kezdődik, de utána visszatér 2160-ba, az Andrew (NDR) robot munkába állításához.
Andrew-t a Martin család szolgálatába állítják. Bár eredetileg cselédnek szánták, amikor a család kisebbik lánya (akit ő csak Kiskisasszonyomnak hívott) megkérte, hogy készítsen neki nyakláncot egy fadarabból. Kiderült, hogy a robot képes művészi fafaragásokat készíteni. Innentől kezdve Andrew bútorokat készített, az azokért kapott pénznek felét pedig megtarthatta. Ezt a pénzt ajánlotta fel Gerald Martinnak szabadsága fejében. A férfi nagy nehezen beleegyezik az ötletbe, így a döntés a bíróság kezébe kerül. A bíróságot meggyőzi Andrew érvelése: aki kívánja a szabadságot, attól nincs joguk megtagadni azt.
Közben Kiskisasszonyom megházasodott, gyereke született, s Gerald Martin (azaz Uram) nem sokkal később meghalt. Andrew továbbra is dolgozott, sőt, ruhát kezdett viselni. Ugyanakkor úgy érezte, nem ismeri eléggé az embereket, így elindult a könyvtárba, hogy olvasson valamit. Útközben megtámadta őt két huligán, akik a három törvény segítségével rá akarták venni arra, hogy szétszedje magát. Szerencsére éppen arra járt George, Kiskisasszonyom fia, aki megmentette őt. A támadás miatt George – aki ügyvéd volt – a bírósághoz fordul a robotok jogaiért. A döntés évekig húzódott, de végül George és fia, Paul – a Feingold és Martin ügyvédi irodából – nyert. Ezen a napon halt meg Kiskisasszonyom, utolsó szavait Andrew-nak intézte.
Ezek után Andrew úgy döntött, könyvet ír a robotok történetéről, majd a honoráriumból egy új, android testet is szeretne magának. Paullal meggyőzik erről az Amerikai Robot elnökét, Harley Smythe-Robertsont – akinek anyai ágon az ősei a vállalat alapítói voltak –, így elkészül Andrew kezdetleges emberi külseje. Ekkor dönt úgy, hogy robotbiológus lesz, azaz az emberek szerveinek tökéletes mását állítja elő gépesítve.
Andrew az Amerikai Robothoz fordul, hogy találmányait szereljék be a testébe. Ráveszi a műtétre a vállalat kutatási igazgatóját, Alvin Magdescut, ezek után pedig már embereken is végrehajtanak hasonló szervátültetéseket. A robot kis időre a Holdra utazik kutatni, hogy a szerveket a kisebb gravitációnak megfelelő beállításokkal árulhassa. Visszatérve felkeresi a Feingold és Martin ügyvédi irodát, és elmondja, hogy – bár testileg már szinte az – hivatalosan is ember szeretne lenni. Beszél erről a törvényhozó testület egyik tagjával, de az nem sok jót ígér (habár kitart mellette amíg lehet).
A Feingold és Martin törvényjavaslatokkal áll elő, többek közt azzal, hogy robotszívvel rendelkező egyén ne legyen ember többé. Természetesen a javaslatot elutasítják, amitől az „emberi” szó jelentése kitágul. Az agy azonban továbbra is az ember monopóliuma marad. Bár sok embert meggyőznek kampányukkal, mégis úgy tűnik, a törvényhozó testület elutasítja a kérelmet. Időrendben ekkor következik az első fejezet.
Andrew rájön, hogy az igazi különbség ember és robot között a halandóságban rejlik. Felkér tehát egy robotsebészt, hogy pozitronagyán hajtson végre olyan változtatást, amitől folyamatosan elgyengül, s kicsit több mint egy év múlva meghal. Ilyen nagy áldozatot nem hagyhat figyelmen kívül a testület, kétszázadik születésnapját tehát Andrew Martin emberként éli meg. Nem sokkal később pedig végleg eltávozik.
|  | Itt a vége a cselekmény részletezésének! |

## Egyéb vonatkozások
- A novellából Robin Williams főszereplésével készült A kétszáz éves ember című film.
- A novella volt az alapja Asimov Robert Silverberggel közösen írt regényének, a Positronic Mannek.

## Megjelenések

### Angol nyelven
1. The Bicentennial Man and Other Stories (Doubleday, 1976)
2. Stellar #2 (Ballantine, 1976)
3. The 1977 Annual World's Best Science Fiction (Daw, 1977)
4. The Best Science Fiction of the Year #6 (Rinehart & Winston, 1977)
5. Nebula Winners 12 (Harper & Row, 1978)
6. Opus 200 (Houghton Mifflin, 1979)
7. The Arbor House Treasury of Modern Science Fiction (Arbor House, 1980)
8. The Complete Robot (Doubleday, 1982)
9. The Robot Collection (Doubleday, 1983)
10. The Hugo Winners, Volume 4 (Doubleday, 1984)
11. Great Science Fiction of the 20th Century (Avenel Books, 1987)
12. The Asimov Chronicles: Fifty Years of Isaac Asimov (Dark Harvest, 1989)
13. The Super Hugos (Baen, 1992)

### Magyarul
1. Metagalaktika 4, I. kötet, Bp., Móra Könyvkiadó, 1983, ford.: Kugler Gyöngyi
2. Robottörténetek, II. kötet, Bp., Móra Könyvkiadó, 1993, ford.: Kugler Gyöngyi
3. Isaac Asimov teljes Alapítvány-Birodalom-Robot Univerzuma, I. kötet, Szeged, Szukits, 2001, ford.: Kugler Gyöngyi

| Előző                                | Sorozat                                               | Következő |
| ------------------------------------ | ----------------------------------------------------- | --------- |
| …hogy engedelmességgel tartozol Neki | Robot sorozat Alapítvány–Birodalom–Robot regényciklus | Föld Anya |